# تل لکا
تل لکا مربوط به هزاره ۴ قبل از میلاد است و در شهرستان بیضا، بخش بیضا، دهستان بانش، ۵۰۰ متری شرق روستای بانش واقع شده و این اثر در تاریخ ۳۰ بهمن ۱۳۸۶ با شمارهٔ ثبت ۲۰۹۲۸ به‌عنوان یکی از آثار ملی ایران به ثبت رسیده است.